# Matthew Mbuta
Andongcho « Matthew » Mbuta est un footballeur camerounais, né le 21 décembre 1985 à Bamenda. Il évolue au poste de milieu offensif.

## Biographie

### En club
Formé au PWD Bamenda, Matthew quitte le Cameroun pour le sultanat de Brunei en 2006, avant de rejoindre les États-Unis en 2007.
Il évolue alors avec les Crystal Palace Baltimore en USL Second Division. En 2008, il découvre la Major League Soccer avec les Red Bulls de New York, mais ne s'imposant pas il retourne aux Crystal Palace Baltimore en 2010.
En 2012, il rejoint l'Europe et la Suède en signant avec le Syrianska FC.

### En sélection
Mbuta est découvert par l'ancien international François Omam-Biyik, qui l'invite en Décembre 2010 à un stage normalement réservé aux joueurs évoluant au Cameroun. Ce stage servant à détecter les talents locaux pouvant intégrer l'équipe nationale.
Comme ce fut le cas pour Vincent Aboubakar avant lui, Mbuta impressionne pendant le stage et est intégré à la sélection par Javier Clemente.

## Palmarès
puceau